# Jean Madura
Pour les articles homonymes, voir Madura (homonymie).
Jean Madura (XIXe siècle - XXe siècle), est un artiste-peintre orientaliste français.

## Quelques œuvres
- Canal à Venise
- Ville orientale
- Ville côtière orientale sous la pleine lune
- Marchands en Orient (+ Souk dans une rue d'Orient; pair)

Signe : Jean Madura ou MADURA 